# Hypognatha alho
Hypognatha alho là một loài nhện trong họ Araneidae.
Loài này thuộc chi Hypognatha. Hypognatha alho được Herbert Walter Levi miêu tả năm 1996.